# 釈惟覚
釈惟覚（しゃく ゆいかく、1928年 — 2016年4月8日）は、中華民国の臨済宗の禅僧。字は号知安。西康省（四川省営山県）出身で俗姓は劉氏。

## 略歴
1928年、西康省（現在の四川省南充市営山県）の出身。姓は胡氏。
1949年に蔣介石軍とともに台湾に渡り。
1963年、基隆十方大覚禅寺霊泉長老に就いて剃髪しました。翌年、十方大覚禅寺で具足戒を受ける。
1987年—1992年3月、釈惟覚はお霊泉寺を建立した。後、釈惟覚は南投県の埔里鎮に中台禅寺の創建を決意されるにいたった次第です。
1992年4月、釈惟覚は台北市に普光精舍を建立している。
1993年5月2日、中台佛教学院を創設した。
2005年、中台禅寺住職の職務転予弟子の見灯和尚。
2016年4月8日、中台禅寺にて示寂。享年90。法臘52。